# Serrat del Mall
El Serrat del Mall és una serra situada al municipi de les Valls d'Aguilar a la comarca de l'Alt Urgell, amb una elevació màxima de 1.417 metres.